# 第3戦闘ヘリコプター連隊 (フランス軍)
第3戦闘ヘリコプター連隊（だいさんせんとうヘリコプターれんたい、3e régiment d'hélicoptères de combat：3e RHC）は、ムーズ県Étain (Meuse)に駐屯する、第4航空旅団隷下のフランス陸軍のヘリコプター連隊である。
兵種は航空、伝統的区分も航空である。

## 沿革
- 1947年：第9植民地歩兵師団航空小隊が編成される。
- 1977年：第3戦闘ヘリコプター連隊が編成される。
- 1990年：湾岸危機に伴い、「ダゲ師団」の支援を行う。
- 1999年：陸軍の大改革に伴い、第4航空旅団隷下となる。

コートジボワール、ガボン、チャド、コソボ、ジブチにも派遣された実績がある。

## 最新の部隊編成
- 連隊本部
- 本部管理中隊
- 管理支援中隊
- 補給統制中隊
- 基礎訓練中隊
- 第1戦闘ヘリコプター隊（ガゼル9機からなる）
  - 第1ヘリコプター小隊（ガゼル8機からなる）
  - 第2ヘリコプター小隊（ガゼル7機からなる）
- 輸送ヘリコプター隊（ピューマ16機からなる）
- 偵察航空隊（ガゼル9機からなる）
- 予備訓練中隊

### 定員
- 連隊の人員構成は、約1,100名からなる。
- ヘリコプター53機、約300台の車両を装備する。

## 主要装備
- GIAT BM92-G1
- FA-MAS
- AA-52
- 12.7mm重機関銃
- 20mm機関砲
- HOT
- VAB
- P4
- TRM 2000
- TRM 10000
- GBC 180
- AS 332 シュペールピューマ - クーガー
- SA 341 ガゼル